# هارون کمارا
هارون کمارا (عربی: هارون كمارا؛ زادهٔ ۱ ژانویهٔ ۱۹۹۸) بازیکن فوتبال اهل عربستان سعودی است.
از باشگاه‌هایی که در آن بازی کرده‌است می‌توان به باشگاه فوتبال القادسیه عربستان سعودی اشاره کرد.
وی همچنین در تیم‌های ملی فوتبال زیر ۲۳ سال عربستان سعودی و عربستان سعودی بازی کرده‌است.